# Cleptoria shelfordi
Cleptoria shelfordi är en mångfotingart som beskrevs av Loomis 1944. Cleptoria shelfordi ingår i släktet Cleptoria och familjen Xystodesmidae. Inga underarter finns listade i Catalogue of Life.